# Hypercholestérolémie de l'enfant
L’hypercholestérolémie chez l'enfant est l'augmentation du taux sanguin de cholestérol. Comme chez l'adulte, cette dyslipidémie représente un facteur de risque cardio-vasculaire susceptible d'avoir des conséquences plus importantes avec l'âge. Ainsi, le dépistage et le traitement de l'hypercholestérolémie en pédiatrie fait régulièrement l'objet de travaux et de recommandations. 

## Norme
L'hypercholestérolémie se définit comme un taux de cholestérol total ou sous sa forme athérogène LDL supérieur au 95e percentile soit respectivement 2 g/l et 1,3 g/l pour la France. Certains de ces enfants sont susceptibles d'avoir une hypercholestérolémie génétique, ou familiale, rencontrée chez une personne sur 500, maladie responsable d'affections cardio-vasculaires précoces (un homme sur deux à l'âge de 50 ans et un risque de mortalité avant 40 ans multiplié par cinquante).

## Dépistage
Parmi les 5 % d'enfants concernés dans la population, la majorité ne présentera aucune hypercholestérolémie à l'âge adulte. Une étude américaine réalisée à Muscatine, Iowa, démontre qu'une hypercholestérolémie dépistée lors de l'enfance ne l'est plus à l'âge adulte, et ce quel que soit le seuil où l'on considère le taux de cholestérol comme anormal.

### Dépistage systématique
Lors de toute analyse sanguine chez un enfant de 3 à 9 ans, le dépistage d'une hypercholestérolémie doit conduire à un examen clinique à la recherche de forme secondaire d'hypercholestérolémie puis à procéder à une enquête familiale avec dépistage sanguin des parents au premier degré d'après les recommandations du Comité de nutrition de la société française de pédiatrie et de la Nouvelle société française d'athérosclérose.
Un dépistage systématique de l'hypercholestérolémie durant l'enfance ne fait pas l'unanimité dans les pays à forte incidence de maladies cardiovasculaires.

### Dépistage individualisé
Le risque de détecter de nombreux faux positifs peut limiter le dépistage de masse lors de l'enfance. Ainsi il peut être recommandé de n'effectuer un dépistage biologique que chez les enfants issus de famille connue comme à risque de présenter une dyslipidémie familiale. Ce faisant, cela permet d'éviter de cataloguer un enfant comme malade ou susceptible de l'être alors qu'il est asymptomatique et qu'il ne sera sans doute jamais malade. L'absence de thérapie préventive ayant démontré un bénéfice clinique chez l'enfant est aussi une limite à la généralisation de tout dépistage de masse que ce soit dans l'hypercholestérolémie comme dans d'autres maladies. 
Les facteurs familiaux à risque d'hypercholestérolémie avant analyse sanguine peuvent être un antécédent familial de coronaropathie juvénile ou avant 56 ans ou hypercholestérolémie totale supérieure à 2,4 g/l. Ce dépistage aurait un mauvais rendement avec 50 % de faux négatifs soit un enfant présentant une hypercholetérolémie familiale non détectée lors du ciblage sur deux.

## Thérapie
Le traitement diététique devrait être essayé en première intention pour six mois avant d'envisager une thérapeutique médicamenteuse. Le Pr J-P Girardet estime qu'une statine serait alors indiquée ou simplement la colestyramine en fonction de l'âge de l'enfant. Certains régimes hypocholestérolémiants auraient provoqué des retards de croissance chez des enfants.